# سامروک-کازینا
سامروک-کازینا (به انگلیسی: Samruk-Kazyna) صندوق ذخیره ارزی و شرکت سرمایه‌گذاری قزاقستانی است، که مالکیت چندین شرکت بزرگ این کشور همچون: کزمونای‌گس، کازاتومپروم، کازپست، مهندسی قزاقستان، کیگاک، شرکت شیمیایی یونایتد، ایر آستانه و قزاق تلکام را در اختیار دارد.
شرکت سامروک-کازینا در سال ۲۰۰۸ توسط رئیس‌جمهور وقت قزاقستان؛ نورسلطان نظربایف و با ادغام دو صندوق سرمایه‌گذاری سامروک و کازینا راه‌اندازی شد. در سال ۲۰۱۲ دارایی سامروک-کازینا بالغ بر ۷۸ میلیارد دلار اعلام شد. دفتر مرکزی این شرکت در شهر نور سلطان قرار دارد.